# Andrei Sokolow (Leichtathlet)
Andrei Olegowitsch Sokolow (russisch Андрей Оле́гович Соколов, engl. Transkription Andrey Sokolov; * 21. Januar 1995) ist ein kasachischer Sprinter, der sich auf die 400-Meter-Distanz spezialisiert hat.

## Sportliche Laufbahn
Erste Erfahrungen bei internationalen Meisterschaften sammelte Andrei Sokolow bei den Juniorenasienmeisterschaften 2014 in Taipeh, bei denen er mit der kasachischen 4-mal-400-Meter-Staffel in 3:16,02 min den achten Platz belegte. Im Jahr darauf schied er bei der Sommer-Universiade in Gwangju mit 48,50 s in der ersten Runde aus und gelangte auch mit der Staffel nicht bis in das Finale. 2017 schied er bei den Asienmeisterschaften in Bhubaneswar mit 48,57 s im Vorlauf aus. Anschließend nahm er erneut an den Studentenweltspielen in Taipeh teil und schied im Einzelbewerb und mit der Staffel in der ersten Runde aus. 2018 nahm er an den Hallenasienmeisterschaften in Teheran teil und gewann mit der kasachischen Stafette in 3:11,68 min die Silbermedaille hinter dem Team aus Katar. Ende August gelangte er bei den Asienspielen in Jakarta bis in das Halbfinale, in dem er mit 48,60 s ausschied. Bei den Asienmeisterschaften 2019 in Doha schied er mit 47,93 s im Vorlauf aus und belegte mit der gemischten Staffel in 3:20,73 min Rang vier. Bei den World Relays in Yokohama schied er mit der gemischten Staffel in 3:24,54 min im Vorlauf aus. Anschließend erreichte er bei der Sommer-Universiade in Neapel im Einzelbewerb das Halbfinale und schied dort mit 47,97 s aus, während er mit der 4-mal-400-Meter-Staffel nach 3:07,66 min auf Rang acht einlief.
2022 schied er bei den Islamic Solidarity Games in Konya mit 48,44 s im Vorlauf über 400 Meter aus und belegte in der 4-mal-400-Meter-Staffel in 3:10,663 min den fünften Platz. Im Jahr darauf siegte er mit der Staffel in 3:09,15 min gemeinsam mit Elnur Muchitdinow, Wjatscheslaw Sems und Michail Litwin bei den Hallenasienmeisterschaften in Astana. Im Juli verpasste er bei den Freiluftmeisterschaften in Bangkok mit 3:11,70 min den Finaleinzug mit der Männerstaffel und in der Mixed-Staffel belegte er in 3:27,84 min den siebten Platz. 2024 verteidigte er bei den Hallenasienmeisterschaften in Teheran in 3:12,04 min den Titel im Staffelbewerb. 2025 belegte er bei den Asienmeisterschaften in Gumi in 3:11,82 min den sechsten Platz in der Männerstaffel und gelangte mit der Mixed-Staffel mit 3:22,70 min auf Rang vier.
2021 wurde Sokolow kasachischer Meister im 400-Meter-Lauf sowie 2022 in der 4-mal-400-Meter-Staffel. Zudem wurde er 2019 und 2020 sowie 2023 und 2025 Hallenmeister im 400-Meter-Lauf sowie 2022 und 2023 in der 4-mal-400-Meter-Staffel und 2023 auch in der 4-mal-200-Meter-Staffel.

## Persönliche Bestzeiten
- 400 Meter: 46,89 s, 9. Juni 2022 in Almaty
  - 400 Meter (Halle): 47,59 s, 19. Januar 2019 in Öskemen